# هارون مارس
هارون مارس (بالإيطالية: Aaron March) هو متزلج على الثلوج إيطالي، ولد في 14 مايو 1986 في بريكسن في إيطاليا.

## وصلات خارجية
- الموقع الرسمي
- هارون مارس على موقع الاتحاد الدولي للتزلج (ركوب لوح الثلج) (الإنجليزية)
- هارون مارس على موقع اللجنة الأولمبية الدولية (الإنجليزية)
- هارون مارس على موقع أوليمبيديا (الإنجليزية)